# Sierra de Béjar
Sierra de Béjar – pasmo górskie należące do Gór Kastylijskich w centralnej Hiszpanii. Sąsiadujące z najwyższym pasmem – Sierra de Gredos. Najwyższy szczyt to Canchal de la Ceja – 2 430 m n.p.m.